# 삶의 의미

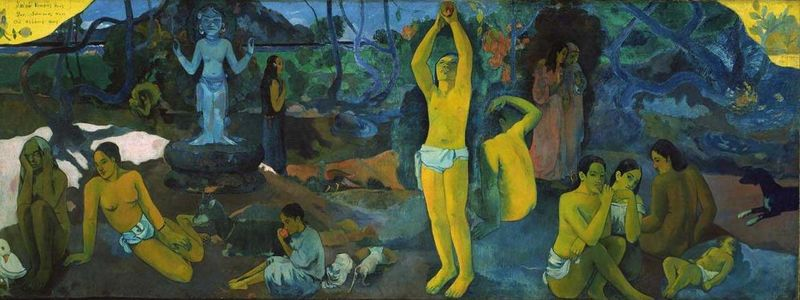
탈인상주의 화가 폴 고갱의 대표적인 작품 중 하나인
우리는 어디에서 와서 어디로 가는가

삶의 의미( - 意味, 영어: meaning of life), 즉 "삶의 의미란 무엇인가?"라는 질문에 대한 답은 일반적으로 인생 또는 실존의 목적과 의의(意義)를 다루는 철학적 의제를 구성한다. 이와 관련된 다른 질문들로는 "우리는 왜 여기에 있는가?", "삶이란 무엇인가?", "존재의 목적은 무엇인가?" 같은 것들이 있다.
역사적으로 이 문제는 많은 철학적, 과학적, 신학적, 형이상학적 고찰의 대상이 되었고, 다양한 문화와 이데올로기를 기반으로 하는 수많은 답변들이 존재한다.
삶의 의미에 대한 대답은 실존, 사회적 유대, 의식, 행복 등에 대한 철학적 종교적 사색과 과학적 탐구로부터 보통 이끌어낸다. 또한, 상징적 의미, 존재론, 가치, 목적, 윤리, 선과 악, 자유의지, 신에 대한 개념, 신의 존재 여부, 영혼, 사후세계 등의 문제와도 연관되어 있다.
과학은 주로 우주에 대한 경험적 관찰을 통해 생명이 '어떻게' 존재하게 되었는가에 관한 사실들을 밝혀냄으로써 앞의 문제들에 대한 설명에 간접적으로 기여한다. 과학은 또한 여러 연구를 통해 행복하고 건강한 삶뿐만 아니라 그와 관련해서 가져야 할 도덕 관념들에 대한 권고사항을 제공할 수 있다. 좀더 인간 중심적인 접근인 ' 나의 삶의 의미는 무엇인가'라는 질문도 가능하다. 궁극적인 진실, 통일성, 또는 성스러움에의 도달이 삶의 목적에 대한 질문의 가치일 수 있다.

## 질문
삶의 의미에 관한 질문은 다양한 방법으로 표현할 수 있으며, 다음을 포함한다:
- 삶의 의미는 무엇인가? 이 모든 것들은 대체 무엇을 위한 것인가? 우리는 누구인가?[1][2][3] Philosopher in Meditation (detail) by 렘브란트

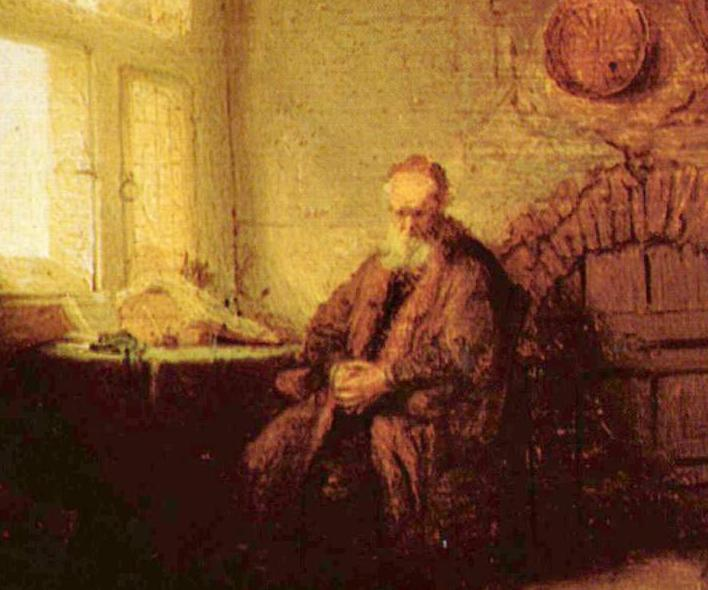
Philosopher in Meditation (detail) by 렘브란트

- 왜 우리가 여기에 있는가? 무엇을 위해 우리가 여기에 있는가?[4][5][6]
- 삶의 기원은 무엇인가?[7]
- 삶의 본질은 무엇인가? 현실의 본질은 무엇인가?[7][8][9]
- 삶의 목적은 무엇인가? 개인의 삶의 목적은 무엇인가?[8][10][11]
- 삶의 중요성은 무엇인가?[11]
- 삶에 의미있고 가치있는 것은 무엇인가?[12]
- 삶의 가치는 무엇인가?[13]
- 사는 이유는 무엇인가? 우리는 무엇을 위해 사는가?[6][14]

이러한 질문들은 과학 이론에서부터 철학적, 신학적, 영적 설명에 이르기까지 넓은 범위에서 서로 경쟁하는 여러 답변과 설명들을 낳았다.

## 과학적 탐구와 관점
과학 커뮤니티의 많은 구성원과 과학 커뮤니티의 철학은 과학 이 삶의 의미와 관련된 주제를 다루는 데 필요한 관련 컨텍스트와 매개변수 집합을 제공할 수 있다고 생각한다. 그들의 관점에서 과학은 행복의 과학에서 죽음에 대한 불안에 이르기까지 다양한 주제에 대한 광범위한 통찰력을 제공할 수 있다. 과학적 탐구 빅뱅, 생명의 기원, 진화와 같은 생명과 현실의 다양한 측면에 대한 명목 론적 조사와 의미와 행복의 주관적 경험과 상관관계가 있는 객관적 요인을 연구함으로써 이를 용이하게 한다.
신경과학은 대뇌변연계와 배쪽 피개부 영역에서 신경 전달 물질 활동의 관점에서 보상, 기쁨 및 동기를 설명한다. 삶의 의미가 쾌락을 극대화하고 일반적인 삶을 편하게 하는 것이라고 믿는다면, 이를 달성하기 위해 행동하는 방법에 대한 규범적 예측이 가능하다. 마찬가지로 일부 윤리적 박물주의자들은 도덕의 과학, 즉 의식 있는 모든 피조물의 번영에 대한 경험적 추구를 옹호한다.
실험철학 및 신경윤리학 연구는 트롤리 문제와 같은 통제된 시나리오에서 인간의 윤리적 결정에 대한 데이터를 수집한다. 많은 유형의 윤리적 판단이 문화 전반에 걸쳐 보편적이라는 것이 밝혀졌으며, 이는 선천적일 수 있고 다른 유형은 문화에 따라 다를 수 있음을 시사한다. 연구 결과는 실제 인간의 윤리적 추론이 대부분의 논리적 철학 이론과 상충된다는 것을 보여준다. 예를 들어 효용 기반 이론에는 없는 원인에 의한 행동과 누락에 의한 행동 사이의 구별을 일관되게 보여준다. 인지 과학은 보수 윤리와 자유 윤리 사이의 차이점과 그들이 강한 아버지 대 양육하는 어머니 모델과 같은 가족 생활의 다양한 은유에 어떻게 기초할 수 있는지에 대해 이론화했다.

## 철학적 전통

### 플라톤주의
소크라테스의 제자인 플라톤은 가장 영향력 있는 철학자 중 한 사람이었다. 그의 명성은 보편의 존재를 믿는 관념론에서 비롯된다. 그의 이데아론은 보편자는 물체처럼 물리적으로 존재하는 것이 아니라 천상의 형태로 존재한다고 본다. 소크라테스의 캐릭터은 선의 형태를 설명한다. 영혼의 정의에 대한 그의 이론은 삶의 의미에 대한 질문과 관련된 행복의 개념과 관련이 있다.
플라톤주의에서 삶의 의미는 가장 높은 형태의 지식, 즉 선의 이데아 (형상)에 도달하는 데 있으며, 이로부터 모든 선하고 정의로운 것이 효용과 가치가 나온다.

### 아리스토텔레스주의
플라톤의 제자인 아리스토텔레스는 윤리적 지식이 특정한 지식( 형이상학과 인식론과 같은)이 아니라 일반 지식이라고 주장한 또 다른 초기의 영향력 있는 철학자였다. 이론적인 학문이 아니기 때문에 "좋은" 사람이 되기 위해서는 공부하고 실천해야 했다. 아리스토텔레스의 해법은 그 자체로 바람직한 최고의 선이다. 최고의 선은 어떤 다른 목표를 달성하기 위한 것으로서는 바람직하지 않으며, 다른 모든 "선"이 그것 때문에 바람직한 것이다. 이것은 일반적으로 "행복", "웰빙", "번창하는" 및 "탁월함"으로 번역되는 eudaemonia 달성을 포함한다.

### 견유학파
견유학파에서 삶은 관습적인 것을 추구하면서 획득한 소유로부터 자유로워짐으로써 부, 권력, 건강, 명성에 대한 관습적인 욕망을 거부한다. 인간은 인간에게 자연스러운 방식으로 생활함으로써 엄격한 훈련을 통해 행복을 얻을 수 있다.

### 에피쿠르스주의
에피쿠로스적 삶의 의미는 불멸과 신비주의를 거부한다. 영혼이 있지만 육체와 마찬가지로 필멸이다. 사후 세계는 없지만 죽음을 두려워할 필요는 없다. "죽음은 우리에게 아무 것도 아니니, 용해된 것은 감각이 없고 감각이 없는 것은 우리에게 아무것도 아니기 때문이다."

### 스토아 학파
스토아 학파의 주요 지침은 덕, 이성, 자연법이며 파괴적인 감정을 극복하는 수단으로 개인의 자제력과 정신적 강인함을 계발한다. 스토아 학파는 근면하게 연습된 논리, 반성 및 집중을 통해 명확한 판단력과 내면의 평온을 개발함으로써 감정적 문제를 피하기 위해 감정을 소멸시키려 하지 않다.

### 칸트주의
칸트주의는 이마누엘 칸트의 윤리적, 인식론적, 형이상학적 저작에 기초한 철학이다. 칸트는 그의 의무론적 윤리로 알려져 있다. 칸트주의자들은 모든 행동이 어떤 근본적인 격언 나 원칙에 따라 수행되며 행동이 윤리적이기 위해서는 정언 명령을 따라야 한다고 믿는다.

### 공리주의
공리주의의 기원은 에피쿠로스까지 거슬러 올라갈 수 있지만, 사상 학파로서 제레미 벤담 은 "자연은 인류를 고통과 쾌락이라는 두 주권적 주인의 지배 하에 두었다."고 했다. 그런 다음, 그 도덕적 통찰력에서 그는 효용의 법칙을 도출했다. "선은 최대 다수의 사람들에게 가장 큰 행복을 가져다주는 것" 그는 삶의 의미를 "최대 행복 원칙 "으로 정의했다.

### 허무주의
허무주의는 삶에 객관적인 의미가 없다고 한다.

### 실존주의
실존주의에 따르면 각 사람은 자신의 삶의 본질(의미)을 창조한다. 생명은 초자연적인 신이나 지상의 권위에 의해 결정되는 것이 아니라 자유롭다. 삶의 의미를 찾을 때 실존주의자는 사람들이 삶에서 의미를 찾는 곳을 찾다. 자유의지를 고려할 때 느끼는 불안과 공포의 감정과 그에 따른 죽음에 대한 자각을 낳다. 장 폴 사르트르에 따르면 실존은 본질에 앞선다.

### 유교
유교는 규율과 교육의 필요성에 따라 인간의 본성을 인식한다. 인간은 긍정적인 영향과 부정적인 영향 모두에 의해 움직이기 때문에 유교는 강한 관계와 추론을 통해 덕을 달성하고 부정적인 영향을 최소화하는 것을 목표로 한다.

## 종교적 전통

### 아브라함계 종교
유대교 세계관에서, 삶의 의미는 앞으로 올 메시아 시대를 준비하는데 있다. 유대교는 개인의 구원에 초점을 맞추지 않고 이 세상에서 공동체(사람과 사람 사이)와 개인(사람과 하나님 사이)의 영적인 행위에 초점을 맞추고 있다.
기독교 관점에서, 인류는 하나님의 형상에 따라 만들어졌지만 사람의 타락으로 인하여 원죄를 상속하고 있다. 그리스도의 수난과 죽음과 부활은 그 불결한 상태를 초월하는 수단을 제공한다(롬 6:23). 이러한 죄로부터의 회복이 이제 가능하다는 좋은 소식을 복음이라고 한다. 그리스도를 통한 구원을 전유하고 하나님과의 관계를 유지하는 구체적인 과정은 기독교 교파마다 다르지만 모두 그리스도를 믿는 믿음과 복음을 근본 출발점으로 삼는다.
이슬람에서, 인류의 궁극적인 목적은 자신의 창조자에 대한 숭배로 나타난다.

### 불교
불교도들은 삶에서 불행과 행복의 원인을 본다. 예를 들어, 고통의 원인 중 하나는 물질적이거나 비물질적인 대상에 대한 건강하지 못한 집착이다. 번뇌의 불을 끄고 진정한 깨우침을 얻는 열반의 상태로 가는 여러 수준의 과정이다. 열반은 고통과 환생 모두로부터의 자유를 의미한다.

## 같이 보기
삶의 기원과 본질
- 생명의 기원
- 실존
- 생물기호학
- 도 (철학)
- 실존
- 인간의 조건
- 로고스
- 지각 (심리학)
- 실재
- 모의실험 가설
- 모든 것의 이론
- 목적론
- 우주의 종말

삶의 가치
- 생명윤리학
- 삶의 질

삶의 목적
- 운명
- 수명 연장
- 죽음의 수용소에서
- 도구적 가치와 본래적 가치
- 생의 철학

기타
- 인간 절멸
- 인생관
- 영원 철학
- 세계관